# Бригадное (Калмыкия)
Бригадное (до 1949 года — посёлок Зюнгар-Кюбетовский) — исчезнувшее село в Городовиковском районе Калмыкии. Село располагалось в начале балки Кердата примерно в 2,5 км к востоку от села Кердата.

## История
Дата основания не установлена. Во время коллективизации жители сел Бюдермес, Зюнгар-Кюбетовский и Шуста образовали колхоз им. Ленина
Летом 1942 года посёлок, как и другие населённые пункты Западного района (улуса), был оккупирован. Освобождён в январе 1943 года.
28 декабря 1943 года калмыцкое население было депортировано. После ликвидации Калмыцкой АССР посёлок входил в состав Западного района Ростовской области. В августе 1949 года хутор Зюнгар-Кубет (так в источнике) Бюдюрмис-Кубетовского сельсовета был переименован в село Бригадное Цветновского сельсовета. Возвращено вновь образованной Калмыцкой автономной области в январе 1957 года (с 1958 года — Калмыцкая АССР).
Дата упразднения не установлена.